# Нижній Жирім
Нижній Жирім (рос. Нижний Жирим) — село Тарбагатайського району, Бурятії Росії. Входить до складу Сільського поселення Нижньожирімське.
Населення — 449 осіб (2015 рік).